# Stefaniella pusilla
Stefaniella pusilla är en tvåvingeart som beskrevs av Fedotova 1994. Stefaniella pusilla ingår i släktet Stefaniella och familjen gallmyggor.
Artens utbredningsområde är Kazakstan. Inga underarter finns listade i Catalogue of Life.